# Jardim de Serre de la Madone

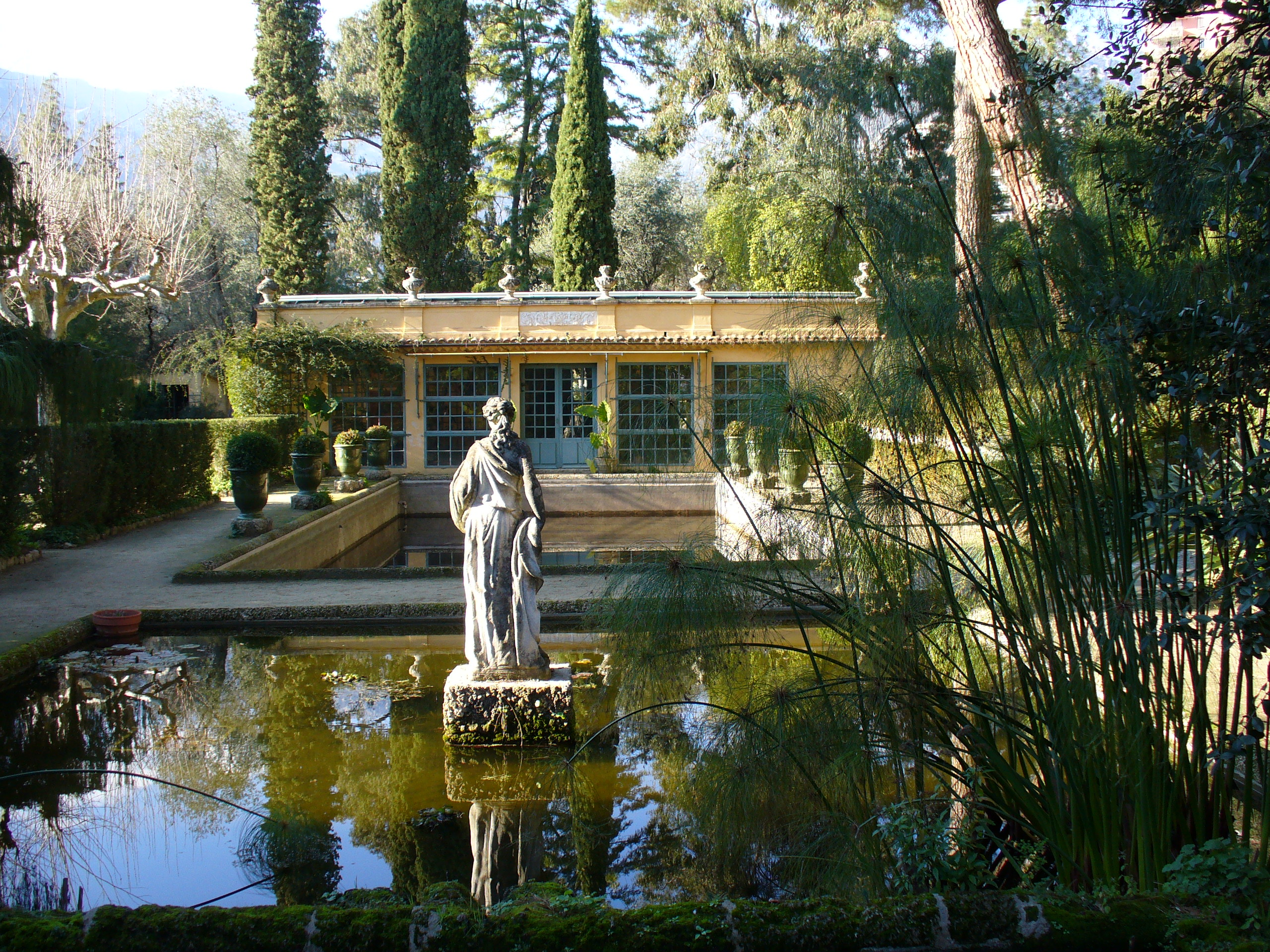
Serre de la Madone

O Jardim de Serre de la Madone (6 hectares), muitas vezes mencionado apenas como Serre de la Madone ("Serra de Nossa Senhora"), é um jardim famoso pelo seu desenho e pelas plantas raras que possui. Localiza-se na Route de Gorbio, 74, em Menton, Alpes-Maritimes, Provence-Alpes-Côte d'Azur, France e está aberto ao público diariamente excepto às segundas-feiras dos meses mais quentes do ano. Em 2008 encontravam-se em curso trabalhos de restauro.
O jardim foi criado entre 1924 e 1939 por Lawrence Johnston, o célebre criado do Jardim de Hidcote Manor (1907), numa colina do vale de Gorbio, junto de uma casa de campo a que Jonhston acrescentou grandes janelas. Johnston utilizou Serre de la Madone como sítio ideal para as plantas de regiões subtropicais que foi coleccionando nas suas viagens ao redor do mundo. Ao longo dos anos foi criando um conjunto de terraços, desenhado por entre as oliveiras milenárias existentes no local, com a ajuda de doze jardineiros. Após a morte de Johnston, em 1958, os proprietários subsequentes mantiveram os jardins, com variados graus de respeito pelas plantações originais. Em 1999, a propriedade foi adquirida pelo Conservatoire du Littoral, uma organização sem fins lucrativos, que está presentemente a restaurar o jardim de acordo com os desenhos de Jonhston.
O jardim apresenta actualmente uma excelente colecção de plantas raras subtropicais em terraços que sobem na colina a partir de um tanque duplo. Tal como em Hidcote, Johnston dividiu o jardim em "salas", utilizando sebes e muros baixos de pedra. Entre os especimens notáveis encontram-se uma esplêndida Mahonia siamensis, e também Arbutus unedo, pinheiros japonesess, Buddleia officinalis, Rosa chinensis, e bambu, bem como uma boa colecção de cicadófitas e suculentas do mundo todo.